# Чемпионат Литвы по международным шашкам среди мужчин
Чемпионаты Литвы по международным шашкам среди мужчин — соревнование по шашкам. Первый чемпионат состоялся в 1954 году, чемпионом стал А. Ожинскис. До 1991 года проводились под названием Чемпионат Литовской ССР. В 1981 году призёром чемпионата стала трёхкратная чемпионка СССР среди женщин Любовь Шаус.

## Призёры
| Дата  | Место                                             | Золото                           | Серебро                                       | Бронза                                  |
| 1954  | Вильнюс 12 участников                             | А. Ожинскис                      | Р. Кяуне И. Синкявичус Ю. Зайцев А. Элвикис   |                                         |
| 1955  | Каунас 12 участников                              | В. Вилюнас Г. Рябов              |                                               | Ю. Зайцев И. Синкявичус Р. Просмушкинас |
| 1956  | Вильнюс 15 участников                             | А. Питлявичюс                    | В. Вилюнас                                    | Юозас Куликаускас                       |
| 1957  | Каунас 16 участников                              | А. Питлявичюс                    | В. Вилюнас                                    | Юозас Куликаускас                       |
| 1958  | Вильнюс 14 участников                             | Юозас Куликаускас                | Ю. Станкявичус                                | К. Силицкис                             |
| 1959  | Вильнюс 13 участников                             | Э. Славинскас                    | Юозас Куликаускас                             | Адольфас Дальгис                        |
| 1960  | Вильнюс 15 участников                             | Юозас Куликаускас                | Э. Славинскас                                 | В. Икамас                               |
| 1961  | Каунас 16 участников                              | Э. Славинскас                    | Г. Рябов                                      | Ю. Станкявичус                          |
| 1962  | Вильнюс 14 участников                             | Юозас Куликаускас                | Яков Шаус                                     | Э. Славинскас                           |
| 1963  | Вильнюс 16 участников                             | Ю. Станкявичус                   | Юозас Куликаускас Яков Шаус                   |                                         |
| 1964  | Вильнюс 16 участников                             | Яков Шаус                        | Ю. Станкявичус                                | Юозас Куликаускас                       |
| 1965  | Вильнюс 16 участников                             | Э. Славинскас                    | Адольфас Дальгис                              | Яков Шаус                               |
| 1966  | Вильнюс 26 участников                             | Яков Шаус                        | Ю. Станкявичус                                | Андрей Прусаков                         |
| 1967  | 16 участников                                     | Э. Славинскас                    | Андрей Прусаков                               | Юозас Куликаускас                       |
| 1968  | Каунас 16 участников                              | Андрей Прусаков                  | Л. Лисонас                                    | Э. Славинскас                           |
| 1969  | Вильнюс 16 участников                             | Юозас Куликаускас                | Ю. Станкявичус                                | Э. Славинскас                           |
| 1970  | Вильнюс 16 участников                             | Андрей Прусаков                  | Ю. Станкявичус                                | Юозас Куликаускас                       |
| 1971  | Вильнюс 16 участников                             | Ю. Станкявичус                   | Р. Вольскис                                   | Л. Лисонас                              |
| 1972  | 18 участников                                     | Яков Шаус                        | Э. Славинскас                                 | Данатас Баранаускас                     |
| 1973  | Вильнюс 18 участников                             | Яков Шаус                        | Андрей Прусаков                               | Григорий Лейбович                       |
| 1974  | Вильнюс 16 участников                             | Андрей Прусаков                  | В. Прусаков                                   | Виктор Волосёнкин                       |
| 1975  | Вильнюс 15 участников                             | Яков Шаус                        | Э. Славинскас                                 | Эдвард Бужинский                        |
| 1976  | Вильнюс 16 участников                             | Яков Шаус                        | Эдвард Бужинский В. Прусаков                  |                                         |
| 1977  | Вильнюс 15 участников                             | Яков Шаус                        | Донатас Баранаускас                           | Виктор Волосёнкин                       |
| 1978  | Вильнюс 14 участников                             | Эдвард Бужинский                 | Э. Славинскас                                 | Андрей Прусаков Артурас Буткявичус      |
| 1979  | Вильнюс 16 участников                             | Эдвард Бужинский                 | Яков Шаус                                     | Андрей Прусаков                         |
| 1980  | Вильнюс 14 участников                             | Эдвард Бужинский                 | Яков Шаус                                     | Э. Славинскас                           |
| 1981  | Вильнюс 16 участников                             | Эдвард Бужинский                 | Виктор Волосёнкин                             | Любовь Шаус                             |
| 1982  | Вильнюс 14 участников                             | Виктор Волосёнкин                | Эдвард Бужинский                              | С. Катейва                              |
| 1983  | Вильнюс 14 участников                             | Р. Берчус                        | Эдвард Бужинский                              | В. Прусаков                             |
| 1984  | Вильнюс 14 участников                             | Эдвард Бужинский                 | Э. Славинскас                                 | Вайдас Стаситис                         |
| 1985* | Вильнюс 14 участников                             | Эдвард Бужинский                 | Эгидиюс Петрыля                               | Сигитас Смайдрис                        |
| 1986  | Вильнюс 14 участников                             | Эдвард Бужинский                 | Э. Славинскас                                 | Вайдас Стаситис                         |
| 1987  | Вильнюс 14 участников                             | Эдвард Бужинский                 | В. Прусаков                                   | Виктор Волосёнкин                       |
| 1988  | Вильнюс 8 участников                              | Гинтарас Любаускас               | Эдвард Бужинский                              | Р. Берчус                               |
| 1989  | Вильнюс                                           | Эдвард Бужинский                 | Л. Пацявичюс                                  | Вайдас Стаситис Виктор Волосёнкин       |
| 1990  | Вильнюс                                           | Эдвард Бужинский                 | Вайдас Стаситис                               | Виктор Волосёнкин                       |
| 1991  | Вильнюс 11 участников                             | Сигитас Смайдрис                 | Вайдас Стаситис                               | Эдвард Бужинский                        |
| 1992  | Вильнюс 22 участника 4 в финале                   | Эдвард Бужинский                 | Эгидиюс Петрыля                               | Шарунас Мардоса                         |
| 1993  | Вильнюс 17 участников 4 в финале                  | Эдвард Бужинский                 | Шарунас Мардоса                               | Гинтарас Любаускас                      |
| 1994  | Вильнюс 20 участников 4 в финале                  | Эдвард Бужинский                 | Эгидиюс Петрыля                               | Шарунас Мардоса                         |
| 1995  | Вильнюс 12 участников                             | Сигитас Смайдрис                 | Эдвард Бужинский                              | Эгидиюс Петрыля                         |
| 1996  | Вильнюс 16 участников 6 в финале                  | Эдвард Бужинский                 | Шарунас Мардоса                               | Виктор Волосёнкин                       |
| 1997  | Вильнюс 12 участников                             | Алексей Домчев                   | Эдвард Бужинский                              | Сигитас Смайдрис                        |
| 1998  | Вильнюс 12 участников                             | Сигитас Смайдрис                 | Эгидиюс Петрыля                               | Виктор Волосёнкин                       |
| 1999  | Вильнюс 12 участников                             | Эдвард Бужинский                 | Йонас Янкунас                                 | Эгидиюс Петрыля                         |
| 2000  | Шяуляй 12 участников                              | Эдвард Бужинский                 | Алексей Домчев Эгидиюс Петрыля А. Кузьминский |                                         |
| 2001  | Вильнюс 22 + 12 участников                        | Эдвард Бужинский                 | Алексей Домчев                                | Эгидиюс Петрыля                         |
| 2002  | Вильнюс 11 участников                             | Алексей Домчев                   | Вайдас Стаситис                               | Эдвард Бужинский                        |
| 2003  | Вильнюс 11 участников                             | Алексей Домчев                   | Aлексей Ловчик                                | Эдвард Бужинский                        |
| 2004  | Вильнюс 11 участников 9 в финале                  | Вайдас Стаситис Эдвард Бужинский |                                               | Эгидиюс Петрыля                         |
| 2005  | Вильнюс 9 участников в финале 6 участников        | Алексей Домчев                   | Эдвард Бужинский                              | Эгидиюс Петрыля                         |
| 2006  | Вильнюс 15 участников в финале 10 участников      | Эдвард Бужинский                 | Алексей Домчев                                | Валерий Кудрявцев                       |
| 2007  | Вильнюс 10 участников в финале 10 участников      | Алексей Домчев                   | Вайдас Стаситис                               | Эгидиюс Петрыля                         |
| 2008  | Вильнюс 25 участников в финале 10 участников      | Алексей Домчев                   | Эдвард Бужинский                              | Вайдас Стаситис Виктор Волосёнкин       |
| 2009  | Вильнюс 16 + 10 участников в финале 10 участников | Алексей Домчев                   | Виктор Волосёнкин                             | Вайдас Стаситис                         |
| 2010  | Вильнюс x участников в финале 10 участников       | Алексей Домчев                   | Валерий Кудрявцев                             | Вайдас Стаситис                         |
| 2011  | Вильнюс 13 участников                             | Валерий Кудрявцев                | Виктор Волосёнкин                             | Вайдас Пуочяускас                       |
| 2012  | Вильнюс 11 участников                             | Эдвард Бужинский                 | Алексей Домчев                                | Анри Плаксий                            |
| 2013  | Вильнюс 8 участников                              | Анри Плаксий                     | Алексей Домчев                                | Виргилиус Жутаутас                      |
| 2014  | Вильнюс 10 участников                             | Эдвард Бужинский                 | Артур Тункевич                                | Алексей Домчев                          |
| 2015  | Вильнюс 10 участников                             | Эдвард Бужинский Алексей Домчев  | ------                                        | Артур Тункевич                          |
| 2016  | Вильнюс 10 участников                             | Эдвард Бужинский                 | Алексей Домчев                                | Артур Тункевич                          |
| 2017  | Вильнюс 10 участников                             | Эдвард Бужинский                 | Алексей Домчев                                | Артур Тункевич                          |
| 2018  | Вильнюс 10 участников                             | Эдвард Бужинский                 | Алексей Домчев Валерий Кудрявцев              | ------                                  |
| 2019  | Вильнюс 6 участников                              | Алексей Домчев                   | Валентин Голубаев                             | Валерий Кудрявцев                       |
| 2020  | Вильнюс 7 участников                              | Эдвард Бужинский                 | Валерий Кудрявцев                             | Валентин Голубаев                       |
| 2022  | Вильнюс 7 участников                              | Эдвард Бужинский                 | Алексей Домчев                                | Рокас Банивичус                         |
| 2023  | Вильнюс 10 участников                             | Домантас Норкус                  | Алексей Домчев                                | Эдвард Бужинский                        |
| 2024  | Вильнюс 10 участников                             | Алексей Домчев                   | Валентин Голубаев                             | Домантас Норкус                         |
| 2025  | Вильнюс 10 участников                             | Рокас Баневичус                  | Домантас Норкус                               | Валентин Голубаев                       |

* открытый чемпионат, указаны литовские шашисты